# Yvonne Hak
Yvonne Hak, nizozemska atletinja, * 30. junij 1986, Alkmaar, Nizozemska.
Ni nastopila na poletnih olimpijskih igrah. Leta 2010 je osvojila naslov evropske prvakinje v teku na 800 m. 